# Tom DeLay
Pour les articles homonymes, voir Delay.
Thomas Dale DeLay dit Tom DeLay (né en 1947), surnommé par ses partisans the Hammer (le Marteau), était un homme politique américain et l'un des membres les plus puissants du Parti républicain. Il représenta le Texas à la Chambre des représentants des États-Unis et fut le chef de la majorité républicaine entre 2003 et 2005. Le 28 septembre 2005, il est inculpé de conspiration criminelle par une cour texane, l'obligeant à quitter le Congrès.
Le 21 septembre 2009 il participe à Dancing with the Stars, la compétition de danse pour célébrités américaines. La même année, il revient dans l'actualité politique en devenant le plus célèbre promoteur d'une théorie conspirationniste selon laquelle Obama serait né à l'étranger (ce qui l'aurait rendu inéligible à la présidence des États-Unis).

## Jeunesse
DeLay est né le 8 avril 1947 à Laredo (Texas). Il passe la majeure partie de son enfance au Venezuela où son père travaille dans l'industrie du pétrole.
Il est diplômé en biologie de l'université de Houston en 1970 après avoir été exclu de l'université de Baylor pour ivresse.

## Carrière politique
En 1978, il est élu à l'assemblée du Texas. En 1984, il est élu à la Chambre des représentants des États-Unis dans 22e district du Texas (Sugarland), au sud de Houston. En 1985, il renonce à la boisson et devient un « chrétien né de nouveau » (born-again Christian).
En 1994, quand le Parti républicain prend le contrôle du Congrès, DeLay est élu vice-président de la majorité contre les souhaits du nouveau speaker Newt Gingrich.
DeLay a de mauvaises relations tant avec Gingrich qu'avec le chef de file des républicains de la chambre, le Texan Dick Armey. En 1997, il tente de s'emparer de la fonction de Gingrich mais échoue.
En tant que vice-président de la majorité, DeLay a le nouveau surnom du « marteau » car « il baisse la tête et charge tout droit.» Il est reconnu pour sa capacité à imposer la discipline de vote aux élus républicains à la chambre mais aussi à se venger de ses opposants.

## Chef de la majorité à la Chambre (2003-2005)
Après les élections de novembre 2002, DeLay est élu chef de la majorité après la décision de Dick Armey de se retirer de la vie politique. Il impose une discipline de fer aux membres du parti pour s'assurer de la cohérence des votes afin de préserver la domination des républicains sur la Chambre. Il a cependant assez de souplesse pour autoriser des votes dissidents de républicains modérés ou centristes quand il sait que ceux-ci ne nuiront pas au résultat attendu. C'est ainsi que des votes sont passés à une seule voix de majorité.
Il est également très habile pour recueillir des fonds afin de financer les campagnes électorales et assurer une autonomie financière des républicains du Sénat face à la Maison-Blanche ou aux autres organes exécutifs du parti. Il s'est ainsi opposé à plusieurs reprises à certains projets de lois élaborés par les officines du gouvernement.
Chrétien fondamentaliste, c'est un opposant à l'avortement. Évangélique, il est membre du mouvement des chrétiens sionistes.
Il se félicite de l'invasion de l'Afghanistan et de l'Irak, estimant que « dans le monde arabe, avant le 11 septembre, ils pensaient que les États-Unis étaient un tigre en papier. Nous avions un président (Bill Clinton) dont les représailles au terrorisme se limitaient à quelques bombes dans le désert. Ils s’en moquaient. Et maintenant ils voient que c’est du sérieux et une vraie puissance. Et ils respectent la puissance. » 
En mars 2005, DeLay fait adopter une loi spéciale (aussitôt jugée inconstitutionnelle) pour s'opposer au débranchement de la sonde de Terri Schiavo, une femme en état végétatif depuis quinze ans.
Dans le domaine des relations internationales, c'est un fervent soutien de l’État d'Israël et il s'oppose aux concessions territoriales pourtant demandées par George W. Bush.
Le 28 septembre 2005, Tom DeLay est inculpé par le procureur démocrate du comté de Travis, Ronnie Earle, pour des faits présumés de collecte de fonds illégale et d'utilisation frauduleuse de donations d'entreprises. Selon l'accusation, 190 000 dollars versés par des entreprises (russes, américaines…) auraient été recyclés par l'intermédiaire d'une organisation créée par DeLay et versés au Comité national républicain pour financer les campagnes de candidats républicains alors que la législation texane proscrit le financement de la vie politique par des entreprises. S'il est reconnu coupable, Tom DeLay est passible d'une peine de deux ans de prison.
Il se met alors en congé de ses fonctions, renonçant (provisoirement) à sa position de chef de la majorité républicaine à la Chambre des représentants (mais il n'est théoriquement pas obligé de renoncer à ses fonctions électives). Il contre-attaque alors en s'en prenant au procureur Earle, qu'il qualifie de « dévoyé » et de « fanatique » démocrate. Il se présente en victime et récuse toutes les accusations (« Je n'ai rien fait de mal, je n'ai enfreint aucune loi, aucune règle, aucun règlement. Je n'ai rien fait de contraire à la loi ou à l'éthique »). Un représentant du Missouri, Roy Blunt, est alors élu à l'unanimité pour assurer l’intérim de DeLay à la tête du groupe républicain à la chambre.
Le 3 octobre 2005, il est inculpé une seconde fois par le jury d'un tribunal texan pour conspiration en vue de blanchiment d'argent. Tom DeLay risque désormais une peine allant jusqu'à la prison à vie. Le 20 octobre 2005, il est arrêté et inculpé de blanchiment d'argent ainsi que de conspiration par un tribunal de Houston. Il est libéré après avoir déposé une caution de 10 000 dollars.
En janvier 2006, DeLay renonce définitivement à diriger les républicains du Congrès. John Boehner est alors élu en février 2006 comme chef de la majorité républicaine à la Chambre des représentants.
Après avoir remporté la primaire républicaine organisée dans sa circonscription en vue des élections de novembre 2006, DeLay annonce soudain en avril 2006 son intention de quitter son siège à la Chambre des représentants avant la mi-juin 2006 et de ne pas se représenter. Cette annonce fait suite au plaider-coupable d'un de ses assistants et aux sondages qui le donnent perdant face au candidat démocrate dans sa circonscription où les Républicains font d'habitude de très bons scores.

## Famille
Marié, Tom DeLay a une fille prénommée Danielle.